# Great White Death
Great White Death är ett album av Whitehouse, utgivet 1985.

## Låtlista
1. Great White Death (2:28)
2. Ass-destroyer (3:14)
3. You Don't Have To Say Please (8:28)
4. Rapemaster (3:19)
5. I'm Coming Up Your Ass (7:24)
6. We've Got The Power (2:59)